# Лабінський 1-й козачий полк
1-й Лабінський генерала Засса полк Кубанського козачого війська
- Старшинство - 1842 р.

## Формування полку
Полк був сформований 25 березня 1841 р. з козаків чотирьох станиць Кавказької Лінії і нижніх чинів Тенгынського і Навагінського піхотних полків. Старшинство полку встановлено з 1842 року, а в 1904 р. присвоєно шефство выдомого воєначальника Кавказької війни і організатора Лабинської Лінії генерала від кавалерії, барона Григорія Засса. 
У вересні 1914 - перекинутий в Єреван. 10.1914 - перекинутий в м. Ігдир, увійшов до складу 2-ї Кавказької козачої дивізії, включеної в Ериванський загін. У складі дивізії наступав через Мустінский перевал. 6(19) листопада 1914 - в складі дивізії висунутий на перевал Клич-Гядук, де вів бій з переважаючими силами курдів, втрати вбитими і пораненими близько 30 козаків і до 50 коней. У грудні 1916 р. - з початку війни втрати полку склали 217 чол. Зима 1917 - полк в Бетносах. 01.1918 - в складі дивізії повернувся на Кубань, розформований.

## Командири полку
- 01.04.1892 - 28.02.1896 - полковник В. Васильчиков
- 28.02.1896 - 03.11.1900 - полковник І. Кусов
- 31.12.1900 - 29.04.1906 - полковник П. Булавін
- 20.05.1906 - 23.11.1908 - полковник Г. Щербина
- 26.11.1908 - 31.03.1911 - полковник А. Кравченко
- 31.03.1911 - 29.04.1915 - полковник А. Рафалович
- 15.05.1915 - 30.05.1916 - полковник А. Носков
- 07.08.1916 — 17.05.1917 - полковник А. Блазнов
- 24.06.1917 - 1918 полковник П. Абашкин

## Відзнаки полку
13.07.1874 р. полку надано Георгіївський прапор зразка 1857 р. 20-го полку Кубанського війська, подароване 20.07.1865 р. Хрест червоний, шиття срібне. Напис на прапорі: "За отличіе при покореніи Западнаго Кавказа / въ 1864 году". Прапор мало посріблене вістря Георгіївського зразка 1806 року і чорне древко. 

## Відомі люди, що служили в полку
- Бабієв Микола
- Фостик Михайло